# Francisca del Espiritu Santo Fuentes

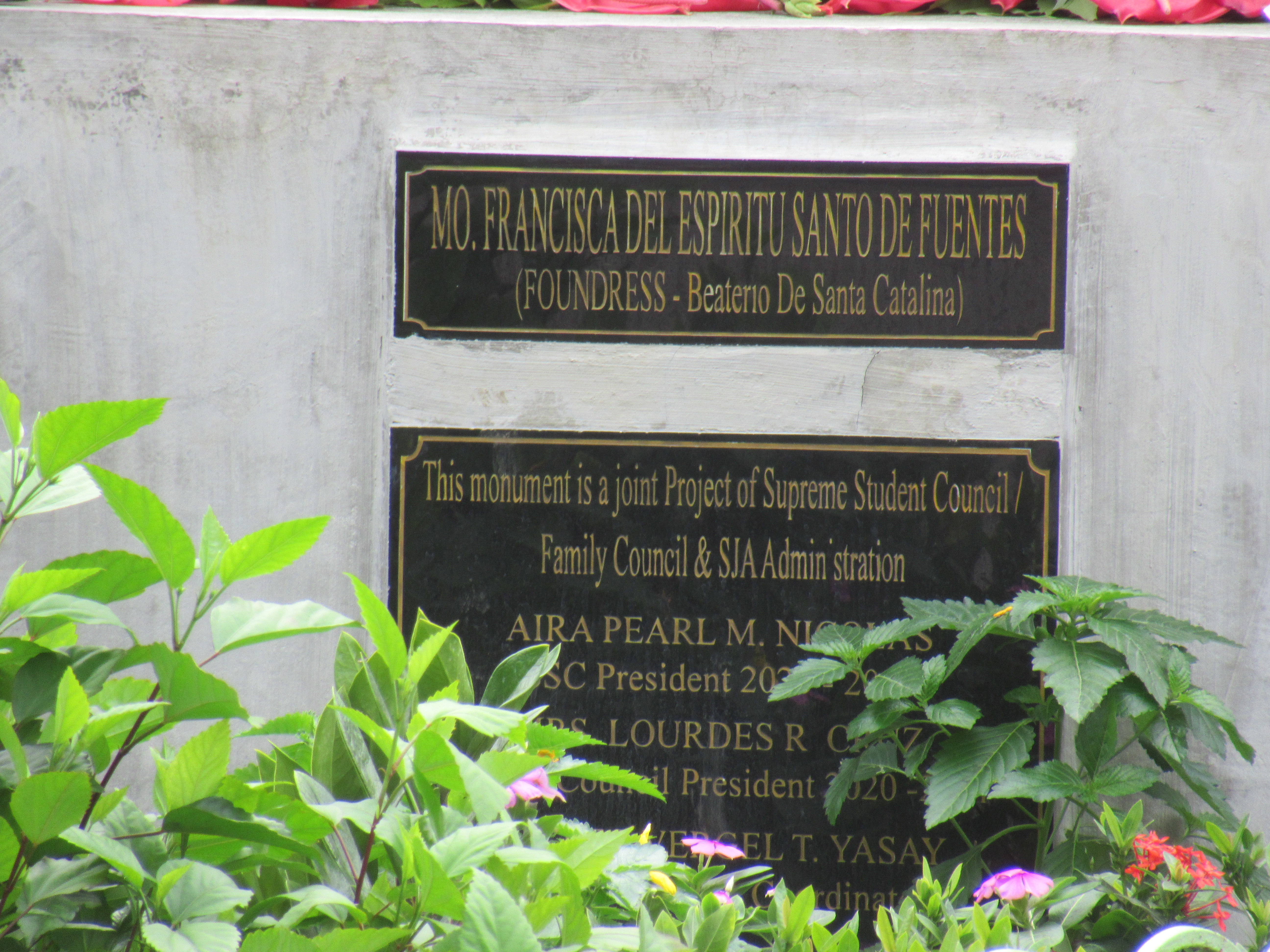
New Campus of Saint James Academy

Francisca del Espiritu Santo Fuentes (ur. w 1647 w Manili; zm. 24 sierpnia 1711 tamże) – hiszpańska Służebnica Boża Kościoła katolickiego.

## Życiorys
Francisca del Espiritu Santo Fuentes urodziła się bardzo religijnej rodzinie. Szczególnie wolny czas spędzała na modlitwie. Wyszła za mąż, lecz wkrótce potem została bezdzietną wdową. Założyła zgromadzenie Sióstr Dominikanek św. Katarzyny ze Sieny. Zmarła 24 sierpnia 1711 roku w opinii świętości. W dniu 11 marca 2003 roku rozpoczął się jej proces beatyfikacyjny.